# Krosigk
Krosigk ist eine Ortschaft der Gemeinde Petersberg im Saalekreis in Sachsen-Anhalt (Deutschland). Sie besteht aus den Ortsteilen Krosigk und Kaltenmark.
Bis zur Neubildung der Einheitsgemeinde Petersberg am 1. Januar 2010 war Krosigk eine selbstständige Gemeinde in der Verwaltungsgemeinschaft Götschetal-Petersberg mit dem zugehörigen Ortsteil Kaltenmark und der Ansiedlung Neue Häuser. Letzter Bürgermeister Krosigks war Roland Sonne.

## Geographie
Krosigk liegt 15 km nördlich von Halle (Saale), am Fuße des Petersberges.

## Geschichte
Krosigk war eine slawische Gründung des 7. Jahrhunderts. Im 10. Jahrhundert stand hier eine Burganlage, die zu den ältesten Steinburgen der Region zählte und das Stammhaus derer von Krosigk ist. Von 1451 bis 1813 befanden sich die Burg Krosigk und ein später errichtetes Gutshaus im Besitz der Familie von Trotha.
Die adligen Orte Krosigk und Kaltenmark gehörten zum Saalkreis des Erzstifts Magdeburg. Mit dessen Angliederung an Preußen gehörten sie ab 1680 zum brandenburg-preußischen Herzogtum Magdeburg.
Mit dem Frieden von Tilsit wurden Krosigk und Kaltenmark im Jahr 1807 dem Königreich Westphalen angegliedert und dem Distrikt Halle im Departement der Saale zugeordnet. Sie gehörten zum Kanton Löbejün. Nach der Niederlage Napoleons und dem Ende des Königreichs Westphalen befreiten die verbündeten Gegner Napoleons Anfang Oktober 1813 den Saalkreis. Bei der politischen Neuordnung nach dem Wiener Kongress 1815 wurden Krosigk und Kaltenmark 1816 dem Regierungsbezirk Merseburg der preußischen Provinz Sachsen angeschlossen und dem Saalkreis zugeordnet.
Am 1. Juli 1950 wurde die bis dahin eigenständige Gemeinde Kaltenmark eingegliedert.

## Wappen
Blasonierung: „In Silber ein auf einem halbierten grünen Mühlrad mit fünf Speichen stehender schwarzer Rabe mit goldenem Auge, einen goldenen Ring im Schnabel haltend.“ (Vgl. Merseburg#Die Merseburger Rabensage)

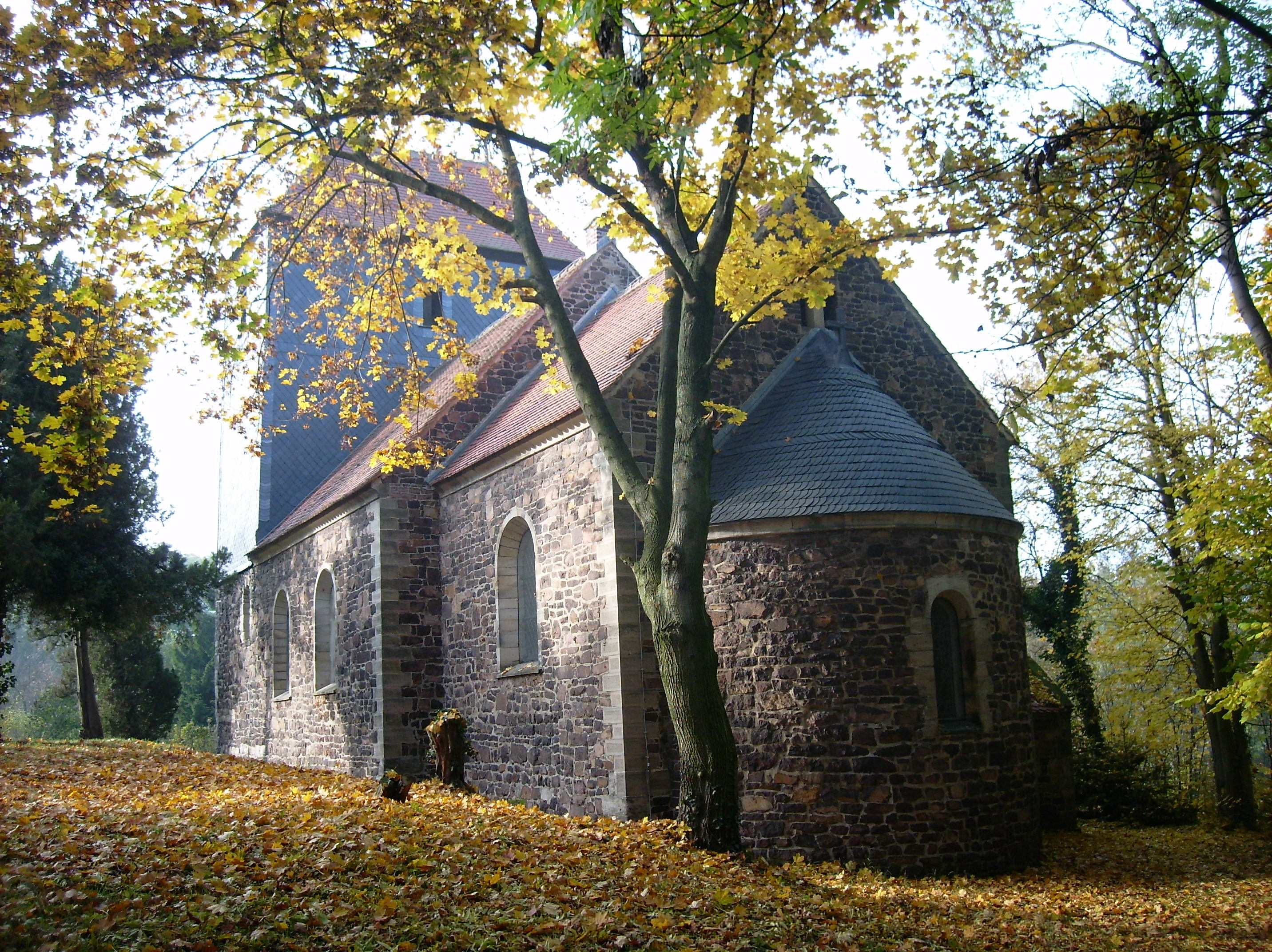
Kirche Krosigk

## Kultur und Sehenswürdigkeiten

### Museum
Heimatstube, die einen geschichtlichen Abriss der Gemeinde zeigt.

### Bauwerke
- Burg Krosigk mit Bergfried aus dem 9. Jahrhundert
- Wehrkirche (spätromanisch, um 1150, mit Grabsteinen der Familie von Trotha)[6]
- Wassermühle (16./17. Jahrhundert)[7]
- Bockwindmühle (18. Jahrhundert)
- Taubenturm Krosigk
- Kriegerdenkmal Krosigk

## Verkehrsanbindung
Krosigk liegt an der Verbindungsstraße von Halle (Saale) nach Köthen. Die Bundesautobahn 14, die von Leipzig nach Magdeburg führt, liegt 5 km südlich von Krosigk.